# Plautia Urgulanilla
Plautia Urgulanilla var den senere romerske kejser Claudius første hustru. De blev gift omkring 9 e.Kr., da han var 18 år gammel. Sveton beretter, at de blev skilt i 24 e.Kr. på grund af hendes skandaløse kærlighedsforhold og mistanke om mord.

## Familie
Urgulanilla var medlem af Plautia-slægten. Hun var af etruskisk afstamning.
Hendes far var Marcus Plautius Silvanus, konsul for år 2 f.Kr., og en dekoreret general, hædret med triumfprydelser for sine succeser i Bellum Batonianum eller Det store illyriske oprør i 12 e.Kr. Han havde tjent ved Tiberius' side. Hendes farmor var Urgulania, som Urgulanilla var opkaldt efter. Hendes mormor var også en nær ven af kejserinde Livia.
Hendes mor hed Lartia og var datter af Gnaeus Lartius.
Urgulanilla havde tre bekræftede søskende:
- Marcus Plautius Silvanus. Det er sandsynligt, at han adopterede Tiberius Plautius Silvanus Aelianus, som var konsul i 45 e.Kr. og i 74 e.Kr.
- Aulus Plautius Urgulanius, der døde i en alder af ni år.
- Publius Plautius Pulcher, ven til sin nevø Claudius Drusus. Kvæstor for Tiberius, og augur; guvernør på Sicilien. Han blev gjort til patricier af Claudius.

Gennem sin familie var Urgulanilla godt forbundet, men hendes ægteskab med Claudius var ikke en glimrende forbindelse for et medlem af den kejserlige familie. Snarere var det en konsekvens af de andre kandidaters uheldige skæbner. Claudius brød sin første forlovelse efter at Julia den Yngre, mor til hans forlovede Aemilia Lepida, var faldet i vanære, og hans anden forlovede Livia Medullina døde på deres bryllupsdag.
Claudius og Urgulanilla blev gift omkring 9 e.Kr.
Urgulanilla fik to bekræftede børn:
- En søn med Claudius kaldet Claudius Drusus, hvis forlovelse med en datter af Sejanus indgød store forventninger hos præfekten,[11] endte uopfyldt, da Drusus døde i den tidlige barndom, efter at han proppede en pære ind i sin mund og blev kvalt ihjel.[9]
- En datter, Claudia, som blev født fem måneder efter hendes skilsmisse fra Claudius. Claudius hævdede, at hun var blevet undfanget med hans frigivne slave Bot/Boter og afviste således barnet, og han fik hende lagt ved Urgulanillas dørtrin.[12] Hun er nogle gange blevet forvekslet med sin yngre halvsøster Claudia Antonia.

## Mordet på Apronia
Det mord, som Urgulanilla formodes at have deltaget i, var mordet på hendes svigerinde, Apronia, som var den anden hustru til Urgulanillas bror, Marcus Plautius Silvanus. Imidlertid er ingen af de eksisterende gamle skrifter sikre på, hvordan hun var involveret, og detaljerne fra Tacitus synes at antyde, at hun slet ikke kunne have været personligt involveret. Plautius Silvanus var først gift med Fabia Numantina. Dog var de på et tidspunkt inden 24 e.Kr. blevet skilt, og han havde giftet sig med Apronia, en datter af Lucius Apronius. I år 24 e.Kr. blev Plautius Silvanus anklaget for at have myrdet Apronia "af grunde, der ikke er fastlagt" ved at smide hende ud af et vindue i det år. Silvanus afviste anklagerne og hævdede, at han sov, da døden indtraf, og var fuldstændig uvidende om omstændighederne, der førte til hendes død, og sagde, at hun måske havde begået selvmord. Mordet blev undersøgt af kejser Tiberius, der efter at have undersøgt parrets soveværelse, opdagede bevis på et håndgemæng, og derfor henviste sagen til Senatet til retssag, hvilket antydede, at han mente, at Silvanus var skyldig. Men Silvanus' bedstemor, Urgulania, sendte ham en dolk, der opmuntrede ham til at begå selvmord, hvilket han behørigt gjorde. Kort efter mordet på Apronia blev Fabia Numantina "anklaget for at have forårsaget sin mands sindssyge ved magiske besværgelser og eliksirer", men blev frikendt.

## I skønlitteraturen
Urgulanilla optræder som en væsentlig karakter i Jeg, Claudius af Robert Graves. Hun blev spillet af Jennifer Croxton i BBC TV-serien .